# Europaspiele 2019/Teilnehmer (Schweden)
| Gelbes Symbol für Goldmedaillen mit stilisierten Olympischen Ringen | Graues Symbol für Silbermedaillen mit stilisierten Olympischen Ringen | Braundes Symbol für Bronzemedaillen mit stilisierten Olympischen Ringen |
| ------------------------------------------------------------------- | --------------------------------------------------------------------- | ----------------------------------------------------------------------- |
| 3                                                                   | 1                                                                     | 4                                                                       |

Schweden nahm an den Europaspielen 2019 von 21. bis 30. Juni 2019 in Minsk teil. Die 51 schwedischen Athletinnen und Athleten traten in zwölf Sportarten an. Schwedische Fahnenträgerin bei der Eröffnungsfeier war die Judoka Anna Bernholm.

## Medaillen

### Medaillenspiegel
| Rang   | Sportart    | Gold | Silber | Bronze | Gesamt |
| ------ | ----------- | ---- | ------ | ------ | ------ |
| 1      | Judo        | 1    | 0      | 1      | 2      |
| 1      | Ringen      | 1    | 0      | 1      | 2      |
| 3      | Schießen    | 1    | 0      | 0      | 1      |
| 4      | Tischtennis | 0    | 1      | 0      | 1      |
| 5      | Boxen       | 0    | 0      | 1      | 1      |
| 5      | Turnen      | 0    | 0      | 1      | 1      |
| Gesamt | Gesamt      | 3    | 1      | 4      | 8      |

### Medaillengewinner
| Name/n                                      | Sportart     | Wettkampf                                   |
| ------------------------------------------- | ------------ | ------------------------------------------- |
| Gold                                        |              |                                             |
| Tommy Macias                                | Judo         | Leichtgewicht, Klasse bis 73 kg             |
| Stefan Nilsson                              | Schießen     | Skeet                                       |
| Sofia Mattsson                              | Ringen       | Freistil, Klasse bis 53 kg                  |
| Silber                                      |              |                                             |
| Mattias Falck Kristian Karlsson Jon Persson | Tischtennis  | Mannschaft                                  |
| Bronze                                      |              |                                             |
| Agnes Alexiusson                            | Boxen        | Leichtgewicht, Klasse bis 60 kg             |
| Jessica Castles                             | Geräteturnen | Boden                                       |
| Anna Bernholm                               | Judo         | Mittelgewicht, Klasse bis 70 kg             |
| Alex Kessidis                               | Ringen       | Griechisch-römischer Stil, Klasse bis 77 kg |

## Teilnehmer nach Sportarten

### Badminton
| Athleten                        | Wettbewerb | Gruppenphase         | Gruppenphase | Gruppenphase | Gruppenphase | Achtelfinale | Achtelfinale | Viertelfinale | Viertelfinale | Halbfinale    | Halbfinale    | Finale        | Finale        | Rang |
| Athleten                        | Wettbewerb | Gegner               | Ergebnis     | Punkte       | Rang         | Gegner       | Ergebnis     | Gegner        | Ergebnis      | Gegner        | Ergebnis      | Gegner        | Ergebnis      | Rang |
| ------------------------------- | ---------- | -------------------- | ------------ | ------------ | ------------ | ------------ | ------------ | ------------- | ------------- | ------------- | ------------- | ------------- | ------------- | ---- |
| Frauen                          |            |                      |              |              |              |              |              |               |               |               |               |               |               |      |
| Emma Karlsson Johanna Magnusson | Doppel     | Bolotowa / Dawletowa | 1:2          | 2:1          | 2            | −            | −            | Lefel / Tran  | 0:2           | ausgeschieden | ausgeschieden | ausgeschieden | ausgeschieden | 5    |
| Emma Karlsson Johanna Magnusson | Doppel     | Iljinska / Scharka   | 2:0          | 2:1          | 2            | −            | −            | Lefel / Tran  | 0:2           | ausgeschieden | ausgeschieden | ausgeschieden | ausgeschieden | 5    |
| Emma Karlsson Johanna Magnusson | Doppel     | Garino / Iversen     | 2:0          | 2:1          | 2            | −            | −            | Lefel / Tran  | 0:2           | ausgeschieden | ausgeschieden | ausgeschieden | ausgeschieden | 5    |
| Männer                          |            |                      |              |              |              |              |              |               |               |               |               |               |               |      |
| Felix Burestedt                 | Einzel     | Artem Potschtarjow   | 2:0          | 2:1          | 2            | Pablo Abián  | 2:1          | Raul Must     | 1:2           | ausgeschieden | ausgeschieden | ausgeschieden | ausgeschieden | 5    |
| Felix Burestedt                 | Einzel     | Milan Ludík          | 2:1          | 2:1          | 2            | Pablo Abián  | 2:1          | Raul Must     | 1:2           | ausgeschieden | ausgeschieden | ausgeschieden | ausgeschieden | 5    |
| Felix Burestedt                 | Einzel     | Toby Penty           | 0:2          | 2:1          | 2            | Pablo Abián  | 2:1          | Raul Must     | 1:2           | ausgeschieden | ausgeschieden | ausgeschieden | ausgeschieden | 5    |

### Bogenschießen
Compound
| Athleten         | Wettbewerb | Platzierungsrunde | Platzierungsrunde | Achtelfinale  | Achtelfinale | Viertelfinale | Viertelfinale | Halbfinale    | Halbfinale    | Finale        | Finale        | Rang |
| Athleten         | Wettbewerb | Ringe             | Rang              | Gegner        | Ergebnis     | Gegner        | Ergebnis      | Gegner        | Ergebnis      | Gegner        | Ergebnis      | Rang |
| ---------------- | ---------- | ----------------- | ----------------- | ------------- | ------------ | ------------- | ------------- | ------------- | ------------- | ------------- | ------------- | ---- |
| Männer           |            |                   |                   |               |              |               |               |               |               |               |               |      |
| Hampus Borgström | Einzel     | 690               | 10                | Evren Çağıran | 136 : 142    | ausgeschieden | ausgeschieden | ausgeschieden | ausgeschieden | ausgeschieden | ausgeschieden | 9    |

Recurve
| Athleten                         | Wettbewerb | Platzierungsrunde | Platzierungsrunde | 1. Runde (64er) | 1. Runde (64er) | 2. Runde (32er)     | 2. Runde (32er) | Achtelfinale  | Achtelfinale  | Viertelfinale | Viertelfinale | Halbfinale    | Halbfinale    | Finale        | Finale        | Rang |
| Athleten                         | Wettbewerb | Ringe             | Rang              | Gegner          | Ergebnis        | Gegner              | Ergebnis        | Gegner        | Ergebnis      | Gegner        | Ergebnis      | Gegner        | Ergebnis      | Gegner        | Ergebnis      | Rang |
| -------------------------------- | ---------- | ----------------- | ----------------- | --------------- | --------------- | ------------------- | --------------- | ------------- | ------------- | ------------- | ------------- | ------------- | ------------- | ------------- | ------------- | ---- |
| Frauen                           |            |                   |                   |                 |                 |                     |                 |               |               |               |               |               |               |               |               |      |
| Christine Bjerendal              | Einzel     | 646               | 9                 | −               | −               | Anastassija Pawlowa | 0 : 6           | ausgeschieden | ausgeschieden | ausgeschieden | ausgeschieden | ausgeschieden | ausgeschieden | ausgeschieden | ausgeschieden | 17   |
| Männer                           |            |                   |                   |                 |                 |                     |                 |               |               |               |               |               |               |               |               |      |
| Ludvig Flink                     | Einzel     | 641               | 32                | Mimis El Helali | 6 : 0           | Mete Gazoz          | 0 : 6           | ausgeschieden | ausgeschieden | ausgeschieden | ausgeschieden | ausgeschieden | ausgeschieden | ausgeschieden | ausgeschieden | 17   |
| Mixed                            |            |                   |                   |                 |                 |                     |                 |               |               |               |               |               |               |               |               |      |
| Ludvig Flink Christine Bjerendal | Mannschaft | 1287              | 12                | −               | −               | Belgien             | 6 : 2           | Russland      | 1 : 5         | ausgeschieden | ausgeschieden | ausgeschieden | ausgeschieden | ausgeschieden | ausgeschieden | 9    |

### Boxen
| Athleten         | Wettbewerb                  | 1. Runde (32er)        | 1. Runde (32er) | Achtelfinale      | Achtelfinale  | Viertelfinale       | Viertelfinale | Halbfinale        | Halbfinale    | Finale        | Finale        | Rang   |
| Athleten         | Wettbewerb                  | Gegner                 | Ergebnis        | Gegner            | Ergebnis      | Gegner              | Ergebnis      | Gegner            | Ergebnis      | Gegner        | Ergebnis      | Rang   |
| ---------------- | --------------------------- | ---------------------- | --------------- | ----------------- | ------------- | ------------------- | ------------- | ----------------- | ------------- | ------------- | ------------- | ------ |
| Frauen           |                             |                        |                 |                   |               |                     |               |                   |               |               |               |        |
| Agnes Alexiusson | Leichtgewicht bis 60 kg     | −                      | −               | Aneta Rygielska   | 5 : 0         | Deniza Elisseewa    | 5 : 0         | Kellie Harrington | 0 : 5         | ausgeschieden | ausgeschieden | Bronze |
| Love Holgersson  | Mittelgewicht bis 75 kg     | −                      | −               | Busenaz Sürmeneli | 1 : 4         | ausgeschieden       | ausgeschieden | ausgeschieden     | ausgeschieden | ausgeschieden | ausgeschieden | 9      |
| Männer           |                             |                        |                 |                   |               |                     |               |                   |               |               |               |        |
| Adam Chartoi     | Mittelgewicht bis 75 kg     | Pavlos Tsagkrakos      | 3 : 2           | Max van der Pas   | 4 : 1         | Salvatore Cavallaro | 1 : 4         | ausgeschieden     | ausgeschieden | ausgeschieden | ausgeschieden | 5      |
| Liridon Nuha     | Halbschwergewicht bis 81 kg | Abdulrahman Abu-Lubdeh | 2 : 3           | ausgeschieden     | ausgeschieden | ausgeschieden       | ausgeschieden | ausgeschieden     | ausgeschieden | ausgeschieden | ausgeschieden | 17     |

### Judo
| Athleten      | Wettbewerb                    | 1. Runde (64er) | 1. Runde (64er) | 2. Runde (32er)   | 2. Runde (32er) | Achtelfinale   | Achtelfinale  | Viertelfinale | Viertelfinale | Halbfinale                        | Halbfinale    | Finale                  | Finale        | Rang   |
| Athleten      | Wettbewerb                    | Gegner          | Ergebnis        | Gegner            | Ergebnis        | Gegner         | Ergebnis      | Gegner        | Ergebnis      | Gegner                            | Ergebnis      | Gegner                  | Ergebnis      | Rang   |
| ------------- | ----------------------------- | --------------- | --------------- | ----------------- | --------------- | -------------- | ------------- | ------------- | ------------- | --------------------------------- | ------------- | ----------------------- | ------------- | ------ |
| Frauen        |                               |                 |                 |                   |                 |                |               |               |               |                                   |               |                         |               |        |
| Anna Bernholm | Mittelgewicht (bis 70 kg)     | −               | −               | −                 | −               | Kim Polling    | 10 : 0        | Margaux Pinot | 0 : 10        | Hoffnungsrunde: Michaela Polleres | 10 : 0        | Bronze: Marie-Ève Gahié | 11 : 0        | Bronze |
| Männer        |                               |                 |                 |                   |                 |                |               |               |               |                                   |               |                         |               |        |
| Tommy Macias  | Leichtgewicht (bis 73 kg)     | −               | −               | Anthony Zingg     | 10 : 0          | Frigyes Szabó  | 1 : 0         | Tohar Butbul  | 10 : 0        | Lasha Shavdatuashvili             | 1 : 0         | Rüstəm Orucov           | 11 : 1        | Gold   |
| Victor Busch  | Halbmittelgewicht (bis 81 kg) | −               | −               | Attila Ungvári    | 0 : 10          | ausgeschieden  | ausgeschieden | ausgeschieden | ausgeschieden | ausgeschieden                     | ausgeschieden | ausgeschieden           | ausgeschieden | 17     |
| Robin Pacek   | Halbmittelgewicht (bis 81 kg) | −               | −               | Jaromír Musil     | 11 : 0          | Matthias Casse | 0 : 1         | ausgeschieden | ausgeschieden | ausgeschieden                     | ausgeschieden | ausgeschieden           | ausgeschieden | 9      |
| Joakim Dvärby | Schwergewicht (über 100 kg)   | −               | −               | Karl-Richard Frey | 0 : 1           | ausgeschieden  | ausgeschieden | ausgeschieden | ausgeschieden | ausgeschieden                     | ausgeschieden | ausgeschieden           | ausgeschieden | 17     |

### Kanu
| Athleten                         | Wettbewerb | Vorlauf      | Vorlauf | Vorlauf           | Halbfinale   | Halbfinale | Halbfinale        | Finale        | Finale        | Rang          |
| Athleten                         | Wettbewerb | Zeit         | Rang    | Qualifikation für | Zeit         | Rang       | Qualifikation für | Zeit          | Rang          | Rang          |
| -------------------------------- | ---------- | ------------ | ------- | ----------------- | ------------ | ---------- | ----------------- | ------------- | ------------- | ------------- |
| Frauen                           |            |              |         |                   |              |            |                   |               |               |               |
| Linnea Stensils                  | K1 200 m   | 41,333 s     | 2       | Halbfinale        | 40,427 s     | 4          | B-Finale          | 43,878 s      | 1             | 10            |
| Linnea Stensils                  | K1 500 m   | 1:50,440 min | 2       | Halbfinale        | 1:50,096 min | 2          | A-Finale          | 2:10,449 min  | 8             | 8             |
| Julia Lagestam                   | K1 5000 m  | −            | −       | −                 | −            | −          | −                 | 26:15,432 min | 12            | 12            |
| Melina Andersson Moa Wikberg     | K2 200 m   | 38,489 s     | 6       | Halbfinale        | 28,191 s     | 4          | ausgeschieden     | ausgeschieden | ausgeschieden | ausgeschieden |
| Melina Andersson Moa Wikberg     | K2 500 m   | 1:43,354 min | 5       | Halbfinale        | 1:40,290 min | 4          | ausgeschieden     | ausgeschieden | ausgeschieden | ausgeschieden |
| Männer                           |            |              |         |                   |              |            |                   |               |               |               |
| Petter Menning                   | K1 200 m   | 34,900 s     | 1       | A-Finale          | −            | −          | −                 | 39,486 s      | 4             | 4             |
| Martin Nathell                   | K1 1000 m  | 3:36,173 min | 5       | Halbfinale        | 3:29,436 min | 5          | B-Finale          | 3:39,806 min  | 5             | 14            |
| Joakim Lindberg                  | K1 5000 m  | −            | −       | −                 | −            | −          | −                 | 22:32,724 min | 8             | 8             |
| Martin Nathell Albert Pettersson | K2 1000 m  | 3:15,834 min | 7       | Halbfinale        | 3:16,965 min | 9          | ausgeschieden     | ausgeschieden | ausgeschieden | ausgeschieden |

### Karate
Kumite
| Athleten       | Wettbewerb       | Vorrunde       | Vorrunde | Vorrunde           | Vorrunde | Vorrunde       | Vorrunde | Halbfinale    | Halbfinale    | Finale        | Finale        | Rang          |
| Athleten       | Wettbewerb       | Gegner         | Ergebnis | Gegner             | Ergebnis | Gegner         | Ergebnis | Gegner        | Ergebnis      | Gegner        | Ergebnis      | Rang          |
| -------------- | ---------------- | -------------- | -------- | ------------------ | -------- | -------------- | -------- | ------------- | ------------- | ------------- | ------------- | ------------- |
| Frauen         |                  |                |          |                    |          |                |          |               |               |               |               |               |
| Hana Antunović | Kumite bis 68 kg | Clio Ferracuti | 0 : 2    | Eleni Chatziliadou | 0 : 5    | Titta Keinänen | 0 : 3    | ausgeschieden | ausgeschieden | ausgeschieden | ausgeschieden | ausgeschieden |

### Radsport
Straße
| Athleten       | Wettbewerb    | Zeit | Rang |
| -------------- | ------------- | ---- | ---- |
| Frauen         |               |      |      |
| Emilia Fahlin  | Straßenrennen | DNS  | DNS  |
| Clara Lundmark | Straßenrennen | DNS  | DNS  |
| Sara Mustonen  | Straßenrennen | DNS  | DNS  |
| Sara Penton    | Straßenrennen | DNS  | DNS  |

### Ringen
| Athleten         | Wettbewerb                          | Achtelfinale        | Achtelfinale | Viertelfinale             | Viertelfinale | Halbfinale                         | Halbfinale    | Finale                     | Finale        | Rang   |
| Athleten         | Wettbewerb                          | Gegner              | Ergebnis     | Gegner                    | Ergebnis      | Gegner                             | Ergebnis      | Gegner                     | Ergebnis      | Rang   |
| ---------------- | ----------------------------------- | ------------------- | ------------ | ------------------------- | ------------- | ---------------------------------- | ------------- | -------------------------- | ------------- | ------ |
| Frauen           |                                     |                     |              |                           |               |                                    |               |                            |               |        |
| Sofia Mattsson   | Freier Stil bis 53 kg               | Zeynep Yetgil       | 12 : 4       | Iulia Leorda              | 10 : 0        | Nina Hemmer                        | 10 : 2        | Zeynep Yetgil              | 6 : 4         | Gold   |
| Johanna Lindborg | Freier Stil bis 57 kg               | María Victoria Báez | 6 : 0        | Bediha Gün                | 0 : 10        | ausgeschieden                      | ausgeschieden | ausgeschieden              | ausgeschieden | 7      |
| Johanna Mattsson | Freier Stil bis 62 kg               | Waronika Iwanowa    | 6 : 6        | Tajbe Jussein             | 0 : 4         | ausgeschieden                      | ausgeschieden | ausgeschieden              | ausgeschieden | 8      |
| Jenny Fransson   | Freier Stil bis 68 kg               | İrina Netreba       | 3 : 1        | Anastassija Brattschikowa | 2 : 2         | Hoffnungsrunde: Buse Tosun         | 5 : 3         | Bronze: Alla Tscherkassowa | 2 : 6         | 5      |
| Männer           |                                     |                     |              |                           |               |                                    |               |                            |               |        |
| Ardit Fazljija   | Griechisch-römischer Stil bis 60 kg | Erik Torba          | 0 : 6        | −                         | −             | Hoffnungsrunde: Razvan Arnaut      | 4 : 6         | ausgeschieden              | ausgeschieden | 10     |
| Alex Kessidis    | Griechisch-römischer Stil bis 77 kg | Gala Bolkvadze      | 3 : 1        | Alexander Tschechirkin    | 0 : 6         | Hoffnungsrunde: Daniel Aleksandrow | 4 : 5         | Bronze: Yunus Emre Başar   | 12 : 3        | Bronze |

### Schießen
| Athleten                        | Wettbewerb                           | Qualifikation  | Qualifikation | Finale         | Finale        | Rang |
| Athleten                        | Wettbewerb                           | Ringe/Scheiben | Rang          | Ringe/Scheiben | Rang          | Rang |
| ------------------------------- | ------------------------------------ | -------------- | ------------- | -------------- | ------------- | ---- |
| Frauen                          |                                      |                |               |                |               |      |
| Lotten Johansson                | 10 m Luftgewehr                      | 620,8          | 34            | ausgeschieden  | ausgeschieden | 34   |
| Lotten Johansson                | 50 m Kleinkaliber Dreistellungskampf | 1144           | 34            | ausgeschieden  | ausgeschieden | 34   |
| Isabelle Johansson              | 10 m Luftgewehr                      | 619,6          | 15            | ausgeschieden  | ausgeschieden | 37   |
| Viktoria Larsson                | Skeet                                | 108            | 19            | ausgeschieden  | ausgeschieden | 19   |
| Männer                          |                                      |                |               |                |               |      |
| Marcus Madsen                   | 10 m Luftgewehr                      | 625,0          | 18            | ausgeschieden  | ausgeschieden | 18   |
| Marcus Madsen                   | 50 m Kleinkaliber Dreistellungskampf | 1152           | 30            | ausgeschieden  | ausgeschieden | 30   |
| Morgan Johansson                | 10 m Luftpistole                     | 569            | 27            | ausgeschieden  | ausgeschieden | 27   |
| Stefan Nilsson                  | Skeet                                | 121            | 5             | 57             | 57            | Gold |
| Marcus Svensson                 | Skeet                                | 119            | 12            | ausgeschieden  | ausgeschieden | 12   |
| Mixed                           |                                      |                |               |                |               |      |
| Marcus Madsen Lotten Johansson  | 10 m Luftgewehr                      | 623,8          | 10            | ausgeschieden  | ausgeschieden | 10   |
| Marcus Madsen Lotten Johansson  | 50 m Kleinkaliber Dreistellungskampf | 404,7          | 24            | ausgeschieden  | ausgeschieden | 24   |
| Stefan Nilsson Viktoria Larsson | Skeet                                | 134            | 14            | ausgeschieden  | ausgeschieden | 14   |

### Tischtennis
| Athleten                                       | Wettbewerb | 1. Runde (64er) | 1. Runde (64er) | 2. Runde (32er)     | 2. Runde (32er) | Achtelfinale      | Achtelfinale  | Viertelfinale | Viertelfinale | Halbfinale    | Halbfinale    | Finale        | Finale        | Rang   |
| Athleten                                       | Wettbewerb | Gegner          | Ergebnis        | Gegner              | Ergebnis        | Gegner            | Ergebnis      | Gegner        | Ergebnis      | Gegner        | Ergebnis      | Gegner        | Ergebnis      | Rang   |
| ---------------------------------------------- | ---------- | --------------- | --------------- | ------------------- | --------------- | ----------------- | ------------- | ------------- | ------------- | ------------- | ------------- | ------------- | ------------- | ------ |
| Frauen                                         |            |                 |                 |                     |                 |                   |               |               |               |               |               |               |               |        |
| Linda Bergström                                | Einzel     | Marija Jowkowa  | 4:2             | Barbora Balážová    | 4:0             | Georgina Póta     | 4:0           | Ni Xialian    | 1:4           | ausgeschieden | ausgeschieden | ausgeschieden | ausgeschieden | 5      |
| Matilda Ekholm                                 | Einzel     | –               | –               | Natalia Partyka     | 4:2             | Polina Michailowa | 3:4           | ausgeschieden | ausgeschieden | ausgeschieden | ausgeschieden | ausgeschieden | ausgeschieden | 9      |
| Filippa Bergand Linda Bergström Matilda Ekholm | Mannschaft | –               | –               | –                   | –               | Spanien           | 3:1           | Rumänien      | 1:3           | ausgeschieden | ausgeschieden | ausgeschieden | ausgeschieden | 5      |
| Männer                                         |            |                 |                 |                     |                 |                   |               |               |               |               |               |               |               |        |
| Mattias Falck                                  | Einzel     | –               | –               | Alexander Schibajew | 0:4             | ausgeschieden     | ausgeschieden | ausgeschieden | ausgeschieden | ausgeschieden | ausgeschieden | ausgeschieden | ausgeschieden | 17     |
| Kristian Karlsson                              | Einzel     | –               | –               | Robert Gardos       | 4:2             | Emmanuel Lebesson | 2:4           | ausgeschieden | ausgeschieden | ausgeschieden | ausgeschieden | ausgeschieden | ausgeschieden | 9      |
| Mattias Falck Kristian Karlsson Jon Persson    | Mannschaft | –               | –               | –                   | –               | –                 | –             | Kroatien      | 3:2           | Dänemark      | 3:1           | Deutschland   | 0:3           | Silber |
| Mixed                                          |            |                 |                 |                     |                 |                   |               |               |               |               |               |               |               |        |
| Mattias Falck Matilda Ekholm                   | Doppel     | –               | –               | –                   | –               | Franziska / Solja | 1:3           | ausgeschieden | ausgeschieden | ausgeschieden | ausgeschieden | ausgeschieden | ausgeschieden | 9      |

### Turnen
Geräteturnen
| Frauen          |               |        |        |        |    |       |    |        |   |        |    |
| Jessica Castles | Qualifikation | 12,966 | 3      | 11,833 | 18 | 9,433 | 34 | 13.266 | - | 47,498 | 24 |
| Jessica Castles | Gerätefinale  | 12,933 | Bronze | −      | −  | −     | −  | −      | − |        |    |

 Trampolinturnen
| Athleten                   | Wettbewerb | Qualifikation | Qualifikation | Finale        | Finale        | Rang |
| Athleten                   | Wettbewerb | Punkte        | Rang          | Punkte        | Rang          | Rang |
| -------------------------- | ---------- | ------------- | ------------- | ------------- | ------------- | ---- |
| Frauen                     |            |               |               |               |               |      |
| Lina Sjöberg               | Einzel     | 96,880        | 10            | ausgeschieden | ausgeschieden | 10   |
| Männer                     |            |               |               |               |               |      |
| Maans Aaberg               | Einzel     | 101,325       | 16            | ausgeschieden | ausgeschieden | 16   |
| Jonas Nordfor              | Einzel     | 62,800        | 21            | ausgeschieden | ausgeschieden | 21   |
| Maans Aaberg Jonas Nordfor | Synchron   | −             | −             | 43,000        | 6             | 6    |